# Retrat de Giulio Clovio
El Retrat de Giulio Clovio és una obra d'El Greco, realitzada a l'oli sobre tela entre el 1571 i el 1572, durant l'estada de l'artista cretenc a Roma. Representa el cèlebre miniaturista Giulio Clovio, anomenat per Giorgio Vasari "el Michelangelo de les miniatures".

## Anàlisi
Giulio Clovio, miniaturista nascut a Croàcia el 1498, va ser un dels artistes que més van ajudar El Greco a establir-se a Roma. En aquest retrat, apareix assenyalant la seva obra més famosa: el Llibre d'hores de la Mare de Déu, realitzat per al seu mecenes, el cardenal Alexandre Farnese.
Al fons, s'aprecia un paisatge amb un cel borrascós. El rostre del miniaturista denota orgull i la qualitat del seu vestit sembla emetre una font de llum que s'incrementa gràcies a una tonalitat ataronjada. És un dels primers retrats d'El Greco, que ja demostra la seva capacitat de captar l'ànima dels personatges.